# عباس فاضل
عباس فاضل (بالفرنسية: Abbas Fahdel) هو مخرج وناقد سينمائي وكاتب سيناريو عراقي ولد في مدينة الحلة، محافظة بابل، العراق.
انتقل عندما كان يبلغ من العمر 18عاما إلى فرنسا، حيث استقر منذ ذلك الحين ونال شهاده الدكتوراه من جامعة السوربون في اختصاص السينما بعد دراسته تحت اشراف مخرجين كبار مثل اريك رومر وجان روش.
بعد العمل لسنوات عديده كمحاضر وناقد سينمائي في الصحافة الفرنسية والعربيه، توجه نحو الإخراج التلفيزيوني والسينمائي.
في كانون الثاني/ يناير 2002 عاد إلى العراق لتصوير فيلمة الوثائقي «العودة إلى بابل»، والذي يتساءل فيه: «ماذا أصبح اصدقاء طفولتي؟ كيف تغيرت حياتهم؟» الحالة الماساويه للبلد هي خلفية هذا التحقيق الذي يستعرض فيه المخرج آثار الحرب العراقية الإيرانية وحرب الخليج الثانية والحصار المفروض من جانب الأمم المتحدة.
بعد عام، عند وقوع حرب جديدة، عاد عباس فاضل إلى العراق من جديد ليكتشف بلد هزه العنف وغني بكل المحتملات. هذه اللحظة التاريخية هي موضوع فيلمة الوثائقي الثاني الذي سماه «نحن العراقيون» تاكيدا على هويته.
في عام 2008 اخرج فيلمة الروائي الطويل «فجر العالم»، دراما جندي عراقي من الناجين من حرب الخليج، والذي صوره في مصرلاستحاله إمكانيه تصويره في العراق بسبب تردي الأوضاع الأمنية في البلد اّنذاك.
في عام 2015 حاز فيلمه الجديد «وطن (العراق السنة صفر)» على جائزة أفضل فيلم في المسابقة الدوليه لمهرجان رؤى الواقع.
أفلام عباس فاضل نالت عده جوائز وشاركت في مهرجانات دوليه في فرنسا وإيطاليا وألمانيا وبلجيكا والبرتغال والبرازيل وكوريا الجنوبية وتونس والمغرب ولبنان والإمارات العربية...

## أفلامه

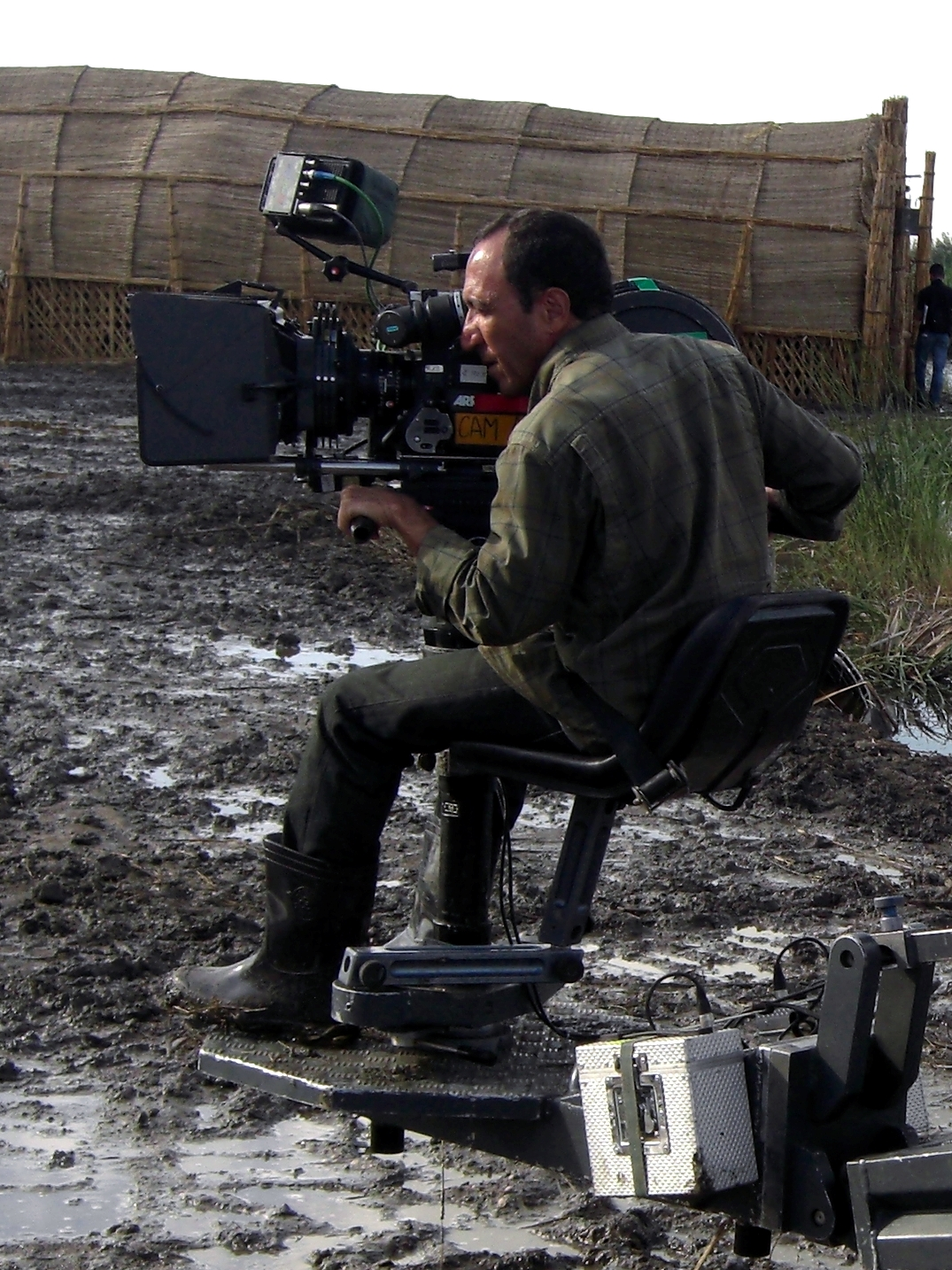
عباس فاضل أثناء تصوير فيلم فجر العالم

- ”وطن( العراق سنة صفر)”، فيلم وثائقي طويل (خمسة ساعات ونصف), 2015
  - موقع الفيلم الرسمي
- فجر العالم، فيلم روائي طويل، 2008
  - موقع الفيلم على Facebook  على فيسبوك.
  - موقع الفيلم الرسمي (بالإنجليزية)
  - موقع الفيلم الرسمي (بالفرنسية)
  - صور الفيلم
- نحن العراقيون، فيلم وثائقي طويل، 2004
  - موقع الفيلم نسخة محفوظة 22 مارس 2012 على موقع واي باك مشين. (بالإنجليزية)
  - عباس فاضل أثناء تصوير فيلم فجر العالمموقع الفيلم نسخة محفوظة 22 مارس 2012 على موقع واي باك مشين. (بالفرنسية)
  - صور الفيلم
- العودة إلى بابل، فيلم وثائقي طويل، 2002
  - موقع الفيلم (بالإنجليزية)
  - موقع الفيلم نسخة محفوظة 5 أبريل 2012 على موقع واي باك مشين. (بالفرنسية)
  - صورالفيلم
- أفلام قصيره :
  - الاشياء في الظل، روائي
  - يوم الأحد في مقهى الضواحي، وثائقي
  - عالم المصور ويجي، وثائقي

## الجوائز
- جائزة أفضل فيلم في المسابقة الدولية لمهرجان رؤى الواقع،2015 , لفيلم ”وطن( العراق سنة صفر)”
- جائزة لجنه التحكيم الكبرى في مهرجان الرباط الدولي لسينما المؤلف، المغرب، 2009, لفيلم فجر العالم
- الجائزة الأولى لأفضل فلم روائي طويل في مهرجان الخليج السينمائي، 2009, لفيلم فجر العالم
- جائزة الجمهور وجائزة النقاد في مهرجان فيزول الدولي للسينما الآسيوية، 2009, لفيلم فجر العالم
- الجائزة الأولى في مهرجان فاميك للسينما العربية، فرنسا،2009، لفيلم فجر العالم
- جائزة أفضل سيناريو، مهرجان بيروت السينمائي الدولي، 2009, لفيلم فجر العالم
- الجائزة الكبرى لافضل كاتب سيناريو، فرنسا، لسيناريو فجر العالم
- جائزة المركز الوطني الفرنسي للسينما، لسيناريو فجر العالم
- جائزة لجنة تحكيم مهرجان السينما الافريقيه والاسيويه واللاتينية، إيطاليا، 2005، لفيلم نحن العراقيون
- درع وزاره الثقافة العراقية، 2010
- شهاده وزاره الثقافة العراقية الفخريه، 2010

## المهرجانات
أفلام عباس فاضل شاركت في مهرجانات دوليه وعربيه عديده، منها:
- مهرجان بوسان السينمائي الدولي، كوريا الجنوبية، 2008
- مهرجان الرباط الدولي لسينما المؤلف، المغرب، 2009
- مهرجان دبي السينمائي الدولي، 2008
- مهرجان فيزول الدولي للسينما الآسيوية، فرنسا، 2009
- مهرجان الخليج السينمائي، 2009
- مهرجان فاميك للسينما العربية، فرنسا، 2009
- مهرجان نوافذ على سينما الجنوب، فرنسا، 2009
- مهرجان اوبن دوك السينمائي، بلجيكا، 2009
- مهرجان الفيلم الفرنسي العربي، عمان،2009
- مهرجان دورو فيلم هارفست، البرتغال، 2009
- مهرجان ريو دو جانيروالسينمائي الدولي، البرازيل، 2009
- مهرجان بيروت السينمائي الدولي، 2009
- مهرجان فيلمد، روما، إيطاليا، 2009
- مهرجان الفيلم العربي، الولايات المتحدة الإمريكية،2009
- مهرجان القاهرة السينمائي الدولي،2009
- مهرجان السينما الافريقيه والاسيويه واللاتينية، إيطاليا 2005
- أيام قرطاج السينمائية، 2002 و2004

## انظر ايضاً
- أسامة الشيبي

## وصلات
- موقع عباس فاضل الرسمي
- عباس فاضل على موقع IMDb (الإنجليزية)
- عباس فاضل على موقع ألو سيني (الفرنسية)
- عباس فاضل على موقع أول موفي (الإنجليزية)
- عباس فاضل على موقع قاعدة بيانات الفيلم (الإنجليزية)
- عباس فاضل على موقع كينوبويسك (الروسية)
- صور عباس فاضل
- مع عباس فاضل ـ صحيفه القدس العربي عباس فاضل  على فيسبوك.
- المخرج عباس فاضل يتحدث عن افلامه ـ فيديو قناة السومريه على يوتيوب
- عباس فاضل يتحدث عن فيلمه فجر العالم ـ فيديو قناة العربية على يوتيوب
- فيديو في باريس مع المخرج عباس فاضل على يوتيوب
- عباس فاضل في قناة MBC
- عباس فاضل يتحدث عن حياته مع السينما
- Interview with Abbas Fahdel